# Démographie des Pays-Bas
Au 1er janvier 2017, les Pays-Bas comptaient 17 081 507 habitants.

## Évolution de la population

### De 1960 à 2015
| Année | Population (au 1er janvier) | Naissances | Taux de natalité (‰) | Taux de fécondité (enfants par femme) | Décès   | Taux de mortalité (‰) | Taux de variation naturelle (‰) | Solde migratoire | Croissance démographique (‰) |
| ----- | --------------------------- | ---------- | -------------------- | ------------------------------------- | ------- | --------------------- | ------------------------------- | ---------------- | ---------------------------- |
| 1960  | 11 417 254                  | 239 128    | 20,8                 |                                       | 87 486  | 7,6                   | 13,2                            | −12 888          | 12,1                         |
| 1965  | 12 212 269                  | 245 216    | 19,9                 |                                       | 98 026  | 8,0                   | 12,0                            | 17 735           | 13,4                         |
| 1970  | 12 957 621                  | 238 912    | 18,3                 |                                       | 109 619 | 8,4                   | 9,9                             | 32 516           | 12,4                         |
| 1975  | 13 599 092                  | 177 876    | 13,0                 |                                       | 113 737 | 8,3                   | 4,7                             | 70 347           | 9,8                          |
| 1980  | 14 091 014                  | 181 294    | 12,8                 |                                       | 114 279 | 8,1                   | 4,7                             | 50 557           | 8,3                          |
| 1985  | 14 453 833                  | 178 136    | 12,3                 |                                       | 122 704 | 8,5                   | 3,8                             | 20 165           | 5,2                          |
| 1990  | 14 892 574                  | 197 965    | 13,2                 | 1,62                                  | 128 824 | 8,6                   | 4,6                             | 48 730           | 7,9                          |
| 1995  | 15 424 122                  | 190 513    | 12,3                 | 1,53                                  | 135 675 | 8,8                   | 3,5                             | 14 929           | 4,5                          |
| 2000  | 15 863 950                  | 206 619    | 13,0                 | 1,72                                  | 140 527 | 8,8                   | 4,2                             | 57 033           | 7,7                          |
| 2005  | 16 305 526                  | 187 910    | 11,5                 | 1,71                                  | 136 402 | 8,4                   | 3,2                             | −22 824          | 1,8                          |
| 2010  | 16 574 989                  | 184 397    | 11,1                 | 1,79                                  | 136 058 | 8,2                   | 2,9                             | 32 471           | 4,9                          |
| 2015  | 16 900 726                  | 170 510    | 10,1                 | 1,66                                  | 147 134 | 8,7                   | 1,4                             | 55 018           | 4,6                          |

### Projection démographique
| Année | Population (au 1er janvier) - Projection de référence |
| ----- | ----------------------------------------------------- |
| 2020  | 17 410 756                                            |
| 2030  | 18 393 443                                            |
| 2040  | 19 035 643                                            |
| 2050  | 19 235 467                                            |
| 2060  | 19 323 324                                            |
| 2070  | 19 538 736                                            |
| 2080  | 19 728 275                                            |

## Immigrés et étrangers

### Migrations et politique migratoire
En 2022, selon le Bureau central de la statistique du royaume, plus de 400 000 personnes, dont 68,5% d'Européens ont immigré aux Pays-Bas. Ces chiffres représentent 60 % de plus qu'en 2021, et 50 % de plus qu'en 2019, avant les restrictions de mouvements induites par le Covid, et sont en large part motivés par la guerre en Ukraine. En juillet 2023, la politique d'immigration fait tomber le gouvernement de coalition du Premier ministre Mark Rutte après des différences « insurmontables » entre les quatre partis au pouvoir autour de la politique migratoire des Pays-Bas

### Définition des allochtones
En France, un immigré est une personne née étrangère à l'étranger. Pour certains pays, tels la Suède, toute personne née à l’étranger est un immigré, y compris si ses deux parents sont des nationaux ou des natifs. D'autres pays ajoutent une restriction sur le pays de naissance des parents. Par exemple, en Norvège et au Danemark, les deux parents doivent être nés à l’étranger. Pour les Pays-Bas, un seul parent né à l’étranger suffit pour être immigré, quelle que soit sa nationalité de naissance. Les statistiques néerlandaises subdivisent la population en autochtones et allochtones. 
Les autochtones sont les personnes dont les deux parents sont nés aux Pays-Bas. Les allochtones sont toutes les personnes résidant aux Pays-Bas dont au moins un des parents est né à l'étranger (Une personne née à l'étranger de deux parents nés aux Pays-Bas n'est donc pas un allochtone).
Les allochtones nés eux-mêmes à l'étranger sont appelés allochtones de première génération (eerste generatie allochtonen), tandis que ceux qui sont nés aux Pays-Bas forment la deuxième génération. 
Un allochtone, s'il possédait une nationalité étrangère, peut être devenu citoyen néerlandais par acquisition ou avoir gardé sa nationalité étrangère. Par contre le groupe des étrangers est constitué par l'ensemble des résidents ayant une nationalité étrangère, qu'ils soient nés aux Pays-Bas ou en dehors. 
Les allochtones de première génération sont divisés en deux groupes d'origine : les allochtones occidentaux et les allochtones non occidentaux, et ce sur base de leur pays de naissance. Ils sont comptés comme non occidentaux s'ils sont nés en Turquie, en Afrique, en Amérique latine (y compris Surinam et les Antilles néerlandaises) ou en Asie à l'exception du Japon et de l'Indonésie.
Les allochtones de deuxième génération sont eux aussi catalogués en occidentaux et non occidentaux, d'abord sur base du pays d'origine de la mère. Si cette dernière est née aux Pays-Bas, alors c'est le pays de naissance du père qui est déterminant pour la classification en allochtone.
Pour cette deuxième génération, la distinction entre allochtones occidentaux ou allochtones non occidentaux est basée sur la même classification des pays que celle concernant les allochtones de première génération.
Une analyse rapide de ce système montre que l'épouse du Roi des Pays-Bas, Máxima, étant née citoyenne argentine en Argentine, se retrouve cataloguée comme allochtone non occidentale de première génération. Quant à la fille du couple royal, Amalia, future reine des Pays-Bas et chef d'État, elle sera toute sa vie une allochtone non occidentale de seconde génération. Le Roi, ainsi que l'ancienne reine Beatrix, entrent dans les statistiques comme allochtones de deuxième génération.
La notion d'allochtone permet de cerner la deuxième génération, et ses comportements démographiques et autres, contrairement aux notions d'étranger ou d'immigré.

### Évolution de la population des Pays-Bas (origine ethnique des habitants sur deux générations)
Le tableau ci-dessous permet de mesurer l'évolution de la population allochtone qui augmente progressivement en valeur absolue et en valeur relative. Les allochtones représentent 19,3 % de la population des Pays-Bas en 2005, 21,6 % en 2015, 24,2 % en 2020. Ces chiffres permettent de mesurer le poids de l'immigration dans la démographie des Pays-Bas.
|                        | Population 2005 | Population 2014 | Population 2015 | Population 2016 | Population 2017 | Population 2018 | Population 2019 | Population 2020 | Population 2021 | Population 2022 |
| ---------------------- | --------------- | --------------- | --------------- | --------------- | --------------- | --------------- | --------------- | --------------- | --------------- | --------------- |
| Population totale      | 16 305 526      | 16 829 289      | 16 900 726      | 16 979 120      | 17 081 507      | 17 181 084      | 17 282 163      | 17 407 585      | 17 475 415      | 17 590 672      |
| Pays-Bas               | 13 182 809      | 13 234 545      | 13 235 405      | 13 226 829      | 13 218 754      | 13 209 225      | 13 196 025      | 13 186 880      | 13 169 507      | 13 151 772      |
| Total Allochtones      | 3 147 615       | 3 594 744       | 3 665 321       | 3 752 291       | 3 862 753       | 3 971 859       | 4 086 138       | 4 220 705       | 4 305 908       | 4 438 900       |
| Turquie                | 364 333         | 396 414         | 396 555         | 397 471         | 400 367         | 404 459         | 409 877         | 416 864         | 422 030         | 429 978         |
| Maroc                  | 323 239         | 374 996         | 380 755         | 385 761         | 391 088         | 396 539         | 402 492         | 408 864         | 414 186         | 419 272         |
| Suriname               | 331 890         | 348 291         | 348 662         | 349 022         | 349 978         | 351 681         | 353 909         | 356 402         | 358 266         | 359 814         |
| Indonésie              | 393 200         | 372 233         | 369 661         | 366 849         | 364 328         | 361 594         | 358 773         | 356 029         | 352 266         | 349 301         |
| Allemagne              | 383 900         | 368 512         | 364 125         | 360 116         | 356 875         | 354 136         | 351 552         | 349 284         | 345 746         | 342 925         |
| Pologne                | 45 402          | 123 003         | 137 794         | 149 831         | 161 158         | 173 050         | 185 497         | 198 024         | 209 278         | 220 980         |
| Curaçao                |                 |                 |                 |                 |                 |                 |                 |                 | 131 360         | 135 218         |
| Syrie                  | 9 191           | 13 744          | 22 568          | 43 838          | 72 903          | 90 771          | 98 090          | 105 440         | 113 126         | 126 260         |
| Belgique               | 112 315         | 115 028         | 115 687         | 116 389         | 117 495         | 118 725         | 119 769         | 121 019         | 122 197         | 123 136         |
| Royaume-Uni            | 76 017          | 81 860          | 82 879          | 84 466          | 86 293          | 88 390          | 91 154          | 94 915          | 97 614          | 97 844          |
| Chine                  | 45 900          | 64 097          | 66 088          | 68 697          | 71 229          | 74 234          | 77 648          | 81 534          | 81 735          | 84 453          |
| Irak                   | 43 800          | 54 159          | 55 236          | 56 269          | 59 497          | 61 255          | 63 008          | 64 653          | 66 216          | 67 757          |
| Inde                   | 14 682          | 26 932          | 29 501          | 32 682          | 36 818          | 42 114          | 48 724          | 56 462          | 58 460          | 65 399          |
| Italie                 | 36 150          | 44 105          | 46 243          | 48 366          | 50 925          | 53 703          | 56 645          | 60 013          | 61 367          | 64 398          |
| Afghanistan            | 37 246          | 43 183          | 43 732          | 44 339          | 46 701          | 47 776          | 49 122          | 50 403          | 51 830          | 54 991          |
| Espagne                | 31 241          | 38 955          | 40 283          | 41 572          | 42 926          | 44 715          | 46 741          | 49 116          | 50 466          | 54 269          |
| France                 | 33 556          | 39 595          | 40 740          | 42 070          | 43 836          | 45 558          | 47 009          | 48 926          | 50 207          | 52 389          |
| Iran                   | 28 800          | 36 561          | 37 479          | 38 458          | 40 893          | 42 464          | 44 379          | 47 797          | 49 723          | 52 099          |
| Bulgarie               | 4 268           | 21 153          | 23 308          | 25 520          | 27 729          | 30 899          | 34 809          | 40 216          | 44 874          | 50 305          |
| États-Unis             | 30 726          | 35 736          | 36 944          | 38 494          | 40 022          | 42 354          | 44 399          | 46 807          | 47 408          | 49 246          |
| Roumanie               | 8 788           | 18 740          | 21 049          | 23 020          | 25 551          | 29 471          | 34 185          | 39 340          | 43 161          | 48 563          |
| Somalie                | 19 893          | 37 432          | 39 131          | 39 465          | 39 457          | 39 737          | 39 947          | 40 251          | 40 701          | 41 064          |
| Bosnie-Herzégovine     |                 |                 |                 |                 |                 |                 |                 |                 | 38 927          | 39 265          |
| Brésil                 | 13 091          | 20 997          | 22 041          | 23 675          | 24 725          | 26 984          | 30 104          | 33 348          | 35 285          | 38 125          |
| Russie                 |                 |                 |                 |                 |                 |                 |                 |                 | 33 179          | 35 332          |
| Afrique du Sud         | 15 487          | 18 586          | 19 152          | 19 877          | 20 859          | 21 878          | 23 738          | 26 354          | 28 562          | 31 693          |
| Grèce                  | 12 900          | 19 217          | 19 840          | 20 769          | 22 141          | 23 935          | 25 709          | 28 100          | 28 856          | 31 480          |
| Portugal               | 17 687          | 23 613          | 24 242          | 24 930          | 25 637          | 26 383          | 27 450          | 28 802          | 29 092          | 31 306          |
| Aruba                  |                 |                 |                 |                 |                 |                 |                 |                 | 29 069          | 30 259          |
| Égypte                 | 18 995          | 22 205          | 22 700          | 23 198          | 23 956          | 25 057          | 26 152          | 27 504          | 28 399          | 29 483          |
| Éthiopie               | 10 339          | 12 596          | 13 709          | 16 347          | 19 528          | 21 536          | 23 777          | 25 642          | 27 139          | 28 635          |
| Hongrie                | 12 860          | 20 226          | 21 105          | 22 080          | 22 870          | 23 689          | 24 898          | 26 172          | 26 853          | 28 210          |
| Pakistan               | 18 184          | 20 653          | 20 952          | 21 447          | 22 137          | 22 897          | 23 855          | 25 050          | 25 938          | 27 261          |
| Ghana                  | 19 537          | 22 556          | 22 881          | 23 168          | 23 430          | 23 809          | 24 460          | 25 453          | 25 999          | 26 694          |
| Philippines            | 13 499          | 18 627          | 19 341          | 20 073          | 20 937          | 22 000          | 23 128          | 24 369          | 25 365          | 26 658          |
| Viêt Nam               | 18 271          | 20 603          | 20 987          | 21 435          | 22 023          | 22 741          | 23 488          | 24 335          | 24 594          | 25 135          |
| Érythrée               | 794             | 2 595           | 4 743           | 8 151           | 11 609          | 14 952          | 18 012          | 20 978          | 23 207          | 25 080          |
| Thaïlande              | 13 112          | 18 483          | 19 004          | 19 513          | 20 106          | 20 691          | 21 364          | 22 179          | 22 642          | 23 390          |
| Cap-Vert               | 20 103          | 21 714          | 21 933          | 22 157          | 22 285          | 22 405          | 22 632          | 22 847          | 22 980          | 23 150          |
| Colombie               | 10 355          | 14 759          | 15 346          | 15 892          | 16 607          | 17 375          | 18 351          | 19 607          | 20 515          | 21 853          |
| Ukraine                |                 |                 |                 |                 |                 |                 |                 |                 | 19 505          | 20 802          |
| Serbie                 |                 |                 |                 |                 |                 |                 |                 |                 | 19 032          | 19 361          |
| Hong Kong              | 18 132          | 18 218          | 18 232          | 18 300          | 18 357          | 18 410          | 18 367          | 18 412          | 18 332          | 18 363          |
| Australie              | 14 431          | 15 377          | 15 609          | 16 127          | 16 597          | 16 963          | 17 349          | 17 865          | 17 688          | 17 722          |
| Canada                 | 13 073          | 14 925          | 15 267          | 15 625          | 15 944          | 16 240          | 16 614          | 16 987          | 16 997          | 17 266          |
| République dominicaine | 10 115          | 13 220          | 13 651          | 13 972          | 14 318          | 14 725          | 15 206          | 15 766          | 16 303          | 16 820          |
| Autriche               | 15 421          | 15 631          | 15 663          | 15 674          | 15 777          | 15 916          | 16 055          | 16 202          | 16 130          | 16 216          |
| Nigeria                | 8 037           | 11 766          | 12 036          | 12 252          | 12 350          | 12 600          | 13 216          | 14 345          | 15 034          | 16 140          |
| Sri Lanka              | 9 724           | 11 703          | 12 124          | 12 350          | 12 696          | 13 031          | 13 463          | 13 897          | 14 247          | 14 708          |
| Croatie                |                 |                 |                 |                 |                 |                 |                 |                 | 12 352          | 13 181          |
| Suisse                 | 9 449           | 10 789          | 10 973          | 11 174          | 11 483          | 11 793          | 12 075          | 12 405          | 12 415          | 12 964          |
| Irlande                |                 | 8 589           | 8 845           | 9 072           | 9 399           | 9 761           | 10 245          | 10 976          | 11 308          | 12 080          |
| République tchèque     |                 |                 |                 |                 |                 |                 |                 |                 | 11 142          | 11 593          |
| Tunisie                |                 | 9 103           | 9 243           | 9 415           | 9 617           | 9 928           | 10 268          | 10 697          | 10 940          | 11 247          |
| Lituanie               |                 |                 |                 |                 |                 |                 |                 |                 | 10 904          | 11 889          |
| Israël                 |                 | 8 669           | 8 874           | 9 198           | 9 454           | 9 780           | 10 371          | 10 713          | 10 471          | 10 810          |
| Slovaquie              |                 |                 |                 |                 |                 |                 |                 |                 |                 | 10 786          |

### Répartition des allochtones sur deux générations selon l'origine continentale

#### Répartition des allochtones sur deux générations selon l'origine continentale de 2010 à 2018
En 2018, 23,1% des habitants des Pays-Bas étaient allochtones sur deux générations (7,4% d'origine européenne et 15,7% d'origine extra-européenne).
| Année | Total      | Pays-Bas   | %    | Europe (sauf les personnes d'ascendance néerlandaise) | %   | Hors Europe | %    | dont Afrique | dont Amérique | dont Asie | dont Océanie |
| ----- | ---------- | ---------- | ---- | ----------------------------------------------------- | --- | ----------- | ---- | ------------ | ------------- | --------- | ------------ |
| 2010  | 16 574 989 | 13 215 386 | 79,7 | 1 042 848                                             | 6,3 | 2 316 755   | 14,0 | 562 236      | 610 808       | 1 123 479 | 20 232       |
| 2011  | 16 655 799 | 13 228 780 | 79,4 | 1 070 081                                             | 6,4 | 2 356 938   | 14,2 | 577 242      | 621 336       | 1 137 884 | 20 476       |
| 2012  | 16 730 348 | 13 236 155 | 79,1 | 1 099 752                                             | 6,6 | 2 394 441   | 14,3 | 590 804      | 630 610       | 1 152 367 | 20 660       |
| 2013  | 16 779 575 | 13 236 494 | 78,9 | 1 121 515                                             | 6,7 | 2 421 566   | 14,4 | 600 285      | 637 296       | 1 163 186 | 20 799       |
| 2014  | 16 829 289 | 13 234 545 | 78,6 | 1 143 451                                             | 6,8 | 2 451 293   | 14,6 | 612 627      | 643 290       | 1 174 346 | 21 030       |
| 2015  | 16 900 726 | 13 235 405 | 78,3 | 1 173 485                                             | 6,9 | 2 491 836   | 14,7 | 626 581      | 651 115       | 1 192 785 | 21 355       |
| 2016  | 16 979 120 | 13 226 829 | 77,9 | 1 202 143                                             | 7,1 | 2 550 148   | 15,0 | 641 753      | 659 900       | 1 226 447 | 22 048       |
| 2017  | 17 081 507 | 13 218 754 | 77,4 | 1 234 882                                             | 7,2 | 2 627 871   | 15,4 | 657 748      | 669 307       | 1 278 157 | 22 659       |
| 2018  | 17 181 084 | 13 209 225 | 76,9 | 1 273 926                                             | 7,4 | 2 697 933   | 15,7 | 673 908      | 683 250       | 1 317 568 | 23 207       |

#### Proportion de personnes d'origine non européenne en 2020 par  origine continentale sur deux générations
| Pays/Ville | Continent         | N          | % Hors Europe | 0-20A     | % Hors Europe |
| ---------- | ----------------- | ---------- | ------------- | --------- | ------------- |
| Pays-Bas   |                   | 17 407 585 |               | 3 775 257 |               |
|            | Afrique           | 714 732    | 4.1%          | 247 541   | 6.6%          |
|            | Amérique          | 719 601    | 4.1%          | 174 835   | 4.6%          |
|            | Asie              | 969 980    | 5.6%          | 204 904   | 5.4%          |
|            | Océanie           | 24 542     | 0.1%          | 5 928     | 0.2%          |
|            | Turquie           | 416 864    | 2.4%          | 105 624   | 2.8%          |
|            | Total Hors Europe | 2 845 719  | 16.3%         | 738 832   | 19.6%         |
| Amsterdam  |                   | 872 757    |               | 166 644   |               |
|            | Afrique           | 118 341    | 13.6%         | 36 161    | 21.7%         |
|            | Amérique          | 112 019    | 12.8%         | 20 184    | 12.1%         |
|            | Asie              | 80 030     | 9.2%          | 12 914    | 7.7%          |
|            | Océanie           | 3 813      | 0.4%          | 609       | 0.4%          |
|            | Turquie           | 44 465     | 5.1%          | 11 011    | 6.6%          |
|            | Total Hors Europe | 358 668    | 41.1%         | 80 879    | 48.5%         |
| Rotterdam  |                   | 651 157    |               | 139 139   |               |
|            | Afrique           | 78 389     | 12.0%         | 23 973    | 17.2%         |
|            | Amérique          | 92 414     | 14.2%         | 20 071    | 14.4%         |
|            | Asie              | 49 702     | 7.6%          | 10 041    | 7.2%          |
|            | Océanie           | 807        | 0.1%          | 147       | 0.1%          |
|            | Turquie           | 47 933     | 7.4%          | 11 304    | 8.1%          |
|            | Total Hors Europe | 269 245    | 41.3%         | 65 536    | 47.1%         |

Source: Bevolking; leeftijd, migratieachtergrond, geslacht, regio, 1 jan. 1996-2020

Note de lecture: En 2020, 16,3 % de la population  des Pays-Bas, tous âges confondus, est d'origine non européenne sur deux générations et  19,6 % chez les moins de 21 ans. A Amsterdam 	41,1  % de la population est d'origine non européenne sur deux générations tous âges confondus et 48,5 % chez les moins de 21 ans. (CBS considère la Turquie comme faisant partie de l'Europe. Dans ce tableau elle est considérée hors d'Europe)

### Acquisition de la nationalité néerlandaise par pays d'origine des individus
|             | 2015   | 2016   | 2017   | 2018   |
| ----------- | ------ | ------ | ------ | ------ |
| Total       | 27 877 | 28 534 | 27 663 | 27 852 |
| Maroc       | 3 272  | 3 380  | 2 960  | 3 017  |
| Turquie     | 2 824  | 2 795  | 2 972  | 2 698  |
| Apatrides   | 123    | 101    | 360    | 2 380  |
| Somalie     | 4 284  | 3 942  | 2 999  | 1 840  |
| Irak        | 1 615  | 1 628  | 1 395  | 1 267  |
| Royaume-Uni | 163    | 640    | 1 248  | 1 258  |
| Inconnus    | 10     | 14     | 17     | 1 257  |
| Afghanistan | 959    | 1 089  | 1 161  | 818    |
| Iran        | 733    | 840    | 933    | 801    |
| Inde        | 647    | 579    | 624    | 668    |
| Syrie       | 778    | 205    | 240    | 582    |
| Chine       | 949    | 651    | 408    | 568    |
| Suriname    | 594    | 605    | 539    | 565    |

Les pays d'origine comprenant moins de cinq cents naturalisés ne sont pas repris dans ce tableau
|                                    | Proportion des moins de 20 ans |                   | Proportion des moins de 20 ans |
| ---------------------------------- | ------------------------------ | ----------------- | ------------------------------ |
| -- Autochtones                     | 24,0                           | -- Somalie        | 45,0                           |
| -- Maroc                           | 38,5                           | -- Indonésie      | 10,0                           |
| -- Suriname                        | 35,5                           | -- Allemagne      | 12,0                           |
| -- Turquie                         | 42,0                           | -- Belgique       | 13,5                           |
| -- Antilles néerlandaises et Aruba | 36,5                           | -- Royaume-Uni    | 28,0                           |
| -- Chine                           | 30,0                           | -- Ex-Yougoslavie | 28,0                           |
| -- Iraq                            | 39,0                           | -- Ex-URSS        | 31,5                           |
| -- Afghanistan                     | 44,5                           | -- Pologne        | 22,0                           |
| -- Iran                            | 28,5                           |                   |                                |

Les allochtones de troisième génération n'existant pas, ceux qui devraient se retrouver dans cette catégorie sont comptabilisés comme autochtones. En conséquence les communautés allochtones arrivées aux Pays-Bas il y a longtemps se retrouvent presque sans jeunesse et sans enfants, et en voie d'absorption par la communauté autochtone. C'est le cas des Indonésiens venus pour la plupart dans l'immédiat après-guerre (années 1945-1950), des Allemands et des Belges.
Avec 42 % de membres âgés de moins de 20 ans, la communauté d'origine marocaine fait preuve d'un dynamisme démographique important. C'est aussi le cas de la communauté d'origine turque, et d'une manière générale de l'ensemble du groupe des allochtones non occidentaux.

### Répartition des immigrés d'après le pays de naissance
| Région du monde ou pays            | 1996      | 1997      | 1998      | 1999      | 2000      | 2001      | 2002      | 2003      |
| ---------------------------------- | --------- | --------- | --------- | --------- | --------- | --------- | --------- | --------- |
|                                    |           |           |           |           |           |           |           |           |
| Total                              | 1 284 106 | 1 310 705 | 1 345 719 | 1 390 141 | 1 431 122 | 1 488 960 | 1 547 079 | 1 714 155 |
| Afrique                            | 220 240   | 227 804   | 235 957   | 245 623   | 254 181   | 265 663   | 279 343   | 301 964   |
| Afrique du Nord                    | 155 581   | 158 276   | 162 635   | 168 300   | 172 731   | 177 904   | 183 831   | 189 103   |
| -- Égypte                          | 7 726     | 7 909     | 8 237     | 8 713     | 9 056     | 9 359     | 9 807     | 10 381    |
| -- Maroc                           | 150 572   | 152 533   | 155 604   | 159 469   | 162 540   | 165 669   | 169 605   | 173 407   |
| Reste de l'Afrique                 | 64 659    | 69 528    | 73 322    | 77 323    | 81 450    | 87 759    | 95 512    | 112 861   |
| -- Angola                          | 2 084     | 2 441     | 2 622     | 2 844     | 3 450     | 4 622     | 6 427     | 9 804     |
| -- Afrique du Sud                  | 4 704     | 4 966     | 5 357     | 6 172     | 6 624     | 7 246     | 7 872     | 12 264    |
| -- R D Congo                       | 3 517     | 3 619     | 3 794     | 4 007     | 4 311     | 4 797     | 5 359     | 5 950     |
| -- Cap Vert                        | 10 521    | 10 627    | 10 808    | 10 967    | 11 007    | 11 048    | 11 223    | 11 340    |
| -- Ghana                           | 9 424     | 9 591     | 10 010    | 10 441    | 10 679    | 10 998    | 11 282    | 11 798    |
| -- Somalie                         | 17 156    | 19 801    | 20 591    | 21 027    | 21 418    | 21 705    | 21 071    | 19 560    |
| Amériques                          | 277 893   | 281 127   | 286 220   | 296 536   | 305 972   | 318 400   | 328 606   | 362 774   |
| -- Antilles néerlandaises et Aruba | 55 808    | 56 366    | 58 203    | 63 268    | 69 266    | 76 826    | 82 209    | 90 308    |
| -- États-Unis                      | 14 257    | 14 679    | 15 291    | 16 077    | 16 860    | 17 770    | 18 368    | 22 543    |
| -- Suriname                        | 179 266   | 179 873   | 180 519   | 182 467   | 183 249   | 184 737   | 186 262   | 189 007   |
| Asie                               | 435 468   | 447 256   | 462 896   | 480 188   | 493 550   | 511 911   | 531 081   | 587 283   |
| -- Indonésie                       | 148 960   | 146 454   | 144 233   | 142 843   | 140 659   | 138 936   | 137 485   | 161 443   |
| -- Afghanistan                     | 4 537     | 7 173     | 10 740    | 14 601    | 19 819    | 24 254    | 28 448    | 30 959    |
| -- Chine                           | 15 934    | 16 660    | 17 651    | 18 911    | 20 054    | 21 884    | 24 638    | 30 732    |
| -- Irak                            | 10 148    | 14 388    | 20 295    | 27 229    | 29 825    | 33 685    | 35 918    | 35 793    |
| -- Iran                            | 14 628    | 17 018    | 18 243    | 19 022    | 19 832    | 21 222    | 22 998    | 24 154    |
| -- Turquie                         | 137 248   | 139 034   | 142 416   | 145 229   | 147 754   | 151 595   | 155 943   | 160 488   |
| Europe                             | 345 588   | 349 627   | 355 623   | 362 449   | 371 667   | 386 748   | 401 216   | 447 947   |
| -- Allemagne                       | 111 849   | 110 226   | 109 328   | 108 372   | 107 231   | 106 408   | 105 675   | 120 573   |
| -- Belgique                        | 32 954    | 33 043    | 33 614    | 34 193    | 34 854    | 35 393    | 35 744    | 46 847    |
| -- Espagne                         | 16 718    | 16 740    | 16 904    | 17 157    | 17 289    | 17 477    | 17 735    | 18 672    |
| -- France                          | 13 084    | 13 428    | 14 088    | 14 797    | 15 455    | 16 156    | 16 765    | 19 528    |
| -- Italie                          | 14 958    | 15 071    | 15 409    | 15 771    | 16 161    | 16 599    | 16 958    | 17 749    |
| -- Pologne                         | 13 323    | 14 112    | 14 818    | 15 648    | 16 015    | 17 028    | 18 277    | 20 095    |
| -- Royaume-Uni                     | 39 959    | 39 340    | 39 860    | 40 159    | 40 984    | 42 914    | 45 058    | 48 530    |
| Océanie                            | 4 917     | 4 891     | 5 023     | 5 345     | 5 752     | 6 238     | 6 833     | 14 187    |
| -- Australie                       | 3 382     | 3 384     | 3 453     | 3 716     | 3 997     | 4 313     | 4 735     | 10 143    |
| Total                              | 1 284 106 | 1 310 705 | 1 345 719 | 1 390 141 | 1 431 122 | 1 488 960 | 1 547 079 | 1 714 155 |
| Région du monde ou pays            | 1996      | 1997      | 1998      | 1999      | 2000      | 2001      | 2002      | 2003      |

De 1996 à 2003, les Pays-Bas ont connu une importante vague d'immigration qui a porté le nombre d'immigrés de 1 284 106 à 1 714 155 personnes, soit un accroissement de 33,5 % en sept ans.
Les immigrés ou personnes nées à l'étranger constituaient 10,6 % de la population des Pays-Bas en 2003. Les immigrés originaires d'Asie en constituaient la partie principale (34,2 %). Ceux venus d'Europe étaient plus de 20 %. Quant aux personnes originaires des Amériques, elles étaient également en nombre important, car venues avant tout des anciennes colonies néerlandaises (Suriname et Antilles).
Toujours en 2003, les principaux pays représentés parmi les immigrés étaient, en ordre décroissant : la Turquie (11,1 %), le Suriname (11,0 %), le Maroc (9,5 %), l'Indonésie (9,4 %) et l'Allemagne (7,0 %). Il y avait assez peu d'Italiens et d'Espagnols ou autres Européens du sud. Les représentants de l'Afrique hors Maroc étaient également peu nombreux, mais en forte augmentation.

### Répartition des étrangers selon la nationalité
| Région du monde ou pays | 1996    | 1997    | 1998    | 1999    | 2000    | 2001    | 2002    | 2003    |
| ----------------------- | ------- | ------- | ------- | ------- | ------- | ------- | ------- | ------- |
|                         |         |         |         |         |         |         |         |         |
| Total                   | 725 421 | 679 869 | 678 077 | 662 372 | 651 532 | 667 802 | 690 393 | 699 954 |
| Afrique                 | 197 625 | 180 286 | 176 219 | 164 006 | 149 764 | 139 627 | 131 415 | 124 781 |
| Afrique du Nord         | 157 735 | 145 260 | 142 424 | 135 258 | 125 958 | 117 517 | 110 069 | 103 575 |
| -- Égypte               | 4 084   | 3 105   | 3 101   | 2 933   | 2 771   | 2 588   | 2 425   | 2 440   |
| -- Maroc                | 149 841 | 138 677 | 135 721 | 128 584 | 119 726 | 111 396 | 104 262 | 97 843  |
| Afrique subsaharienne   | 39 890  | 45 135  | 33 795  | 28 748  | 23 806  | 22 110  | 21 346  | 21 206  |
| -- Angola               | 1 633   | 1 661   | 1 679   | 1 609   | 1 184   | 982     | 946     | 1 009   |
| -- Afrique du Sud       | 1 491   | 1 596   | 1 843   | 2 371   | 2 578   | 2 960   | 3 316   | 3 423   |
| -- Cap Vert             | 2 111   | 1 847   | 1 786   | 1 794   | 1 567   | 1 404   | 1 352   | 1 289   |
| -- R D Congo            | 3 213   | 2 909   | 2 765   | 2 430   | 1 887   | 1 622   | 1 437   | 1 310   |
| -- Ghana                | 5 150   | 4 131   | 4 375   | 3 975   | 3 887   | 3 877   | 3 756   | 3 630   |
| -- Somalie              | 17 223  | 15 385  | 13 648  | 8 904   | 5 296   | 3 567   | 2 654   | 2 116   |
| Amériques               | 40 580  | 36 936  | 37 695  | 37 413  | 36 484  | 37 426  | 38 635  | 39 620  |
| -- Canada               | 2 574   | 2 604   | 2 702   | 2 743   | 2 892   | 3 130   | 3 398   | 3 435   |
| -- États-Unis           | 12 769  | 12 640  | 12 980  | 13 389  | 14 074  | 14 751  | 15 217  | 15 412  |
| -- Suriname             | 15 174  | 12 015  | 11 760  | 10 497  | 8 665   | 8 469   | 8 491   | 8 573   |
| Asie                    | 227 362 | 196 484 | 185 432 | 170 796 | 163 100 | 162 521 | 163 546 | 165 391 |
| -- Indonésie            | 8 159   | 7 945   | 7 970   | 8 377   | 8 717   | 9 338   | 10 127  | 10 786  |
| -- Afghanistan          | 3 913   | 4 579   | 5 275   | 5 364   | 4 395   | 4 203   | 4 259   | 3 997   |
| -- Chine                | 7 912   | 7 322   | 7 260   | 7 480   | 7 473   | 7 997   | 9 395   | 11 223  |
| -- Irak                 | 9 694   | 11 355  | 13 008  | 12 747  | 10 025  | 8 639   | 6 919   | 4 771   |
| -- Iran                 | 10 150  | 8 634   | 7 831   | 6 196   | 3 892   | 2 833   | 2 520   | 2 513   |
| -- Inde                 | 3 262   | 2 971   | 3 261   | 3 487   | 3 583   | 3 718   | 3 771   | 3 792   |
| -- Japon                | 5 347   | 5 336   | 5 369   | 5 460   | 5 507   | 5 626   | 5 771   | 5 747   |
| -- Thaïlande            | 1 985   | 2 017   | 2 162   | 2 385   | 2 520   | 2 920   | 3 288   | 3 783   |
| -- Turquie              | 154 310 | 127 032 | 114 696 | 102 003 | 100 688 | 100 782 | 100 309 | 100 286 |
| Europe                  | 242 657 | 239 154 | 237 858 | 235 218 | 232 648 | 237 569 | 245 647 | 250 253 |
| -- Allemagne            | 53 922  | 53 525  | 53 914  | 54 113  | 54 272  | 54 811  | 55 572  | 56 060  |
| -- Belgique             | 24 111  | 24 021  | 24 443  | 24 826  | 25 382  | 25 860  | 26 148  | 26 306  |
| -- France               | 10 532  | 10 575  | 11 152  | 11 873  | 12 524  | 13 326  | 14 113  | 14 469  |
| -- Espagne              | 16 663  | 16 559  | 16 634  | 16 828  | 16 943  | 17 155  | 17 449  | 17 505  |
| -- Italie               | 17 405  | 17 286  | 17 408  | 17 580  | 17 886  | 18 248  | 18 599  | 18 730  |
| -- Pologne              | 5 910   | 5 642   | 5 680   | 5 906   | 5 645   | 5 944   | 6 312   | 6 912   |
| -- Royaume-Uni          | 41 146  | 39 300  | 39 153  | 38 829  | 39 466  | 41 404  | 43 604  | 44 052  |
| Océanie                 | 2 535   | 2 451   | 2 545   | 2 782   | 3 168   | 3 615   | 4 151   | 4 340   |
| -- Australie            | 2 013   | 1 970   | 2 031   | 2 244   | 2 522   | 2 802   | 3 201   | 3 352   |
|                         |         |         |         |         |         |         |         |         |
| Total                   | 725 421 | 679 869 | 678 077 | 662 372 | 651 532 | 667 802 | 690 393 | 699 954 |
| Région du monde ou pays | 1996    | 1997    | 1998    | 1999    | 2000    | 2001    | 2002    | 2003    |